# 宮崎県道305号日置南高鍋線
宮崎県道305号日置南高鍋線（みやざきけんどう305ごう ひおきみなみたかなべせん）は、宮崎県児湯郡新富町から児湯郡高鍋町に至る一般県道である。

## 概要

### 路線データ
- 起点：児湯郡新富町大字日置[1]（国道10号交点）
- 終点：児湯郡高鍋町大字南高鍋[1]（高鍋町宮田交差点、宮崎県道44号宮崎高鍋線交点）
- 総延長：5.7 km

## 歴史
- 1979年（昭和54年）2月13日 - 宮崎県告示第181号[1]により路線認定される。
- 2000年（平成12年）10月23日 - 日置南高鍋線の交通量増加に伴う道路改築および国道10号の渋滞緩和を目的とした「一般県道日置南高鍋線地方特定道路整備事業（上日置工区）」が計画され、高鍋土木事務所の依頼を受けて、宮崎県埋蔵文化財センターが上日置城空堀跡の発掘調査を開始[2]。

## 地理

### 通過する自治体
- 児湯郡新富町
- 児湯郡高鍋町

### 交差する道路
| 交差する道路           | 市町村名 | 市町村名 | 交差する場所 | 交差する場所            |
| ---------------------- | -------- | -------- | ------------ | ----------------------- |
| 国道10号               | 児湯郡   | 新富町   | 大字日置     | 岩脇地区 / 起点         |
| 宮崎県道44号宮崎高鍋線 | 児湯郡   | 高鍋町   | 大字南高鍋   | 高鍋町宮田交差点 / 終点 |

### 交差する河川
- 児湯郡高鍋町
  - 宮田川（欄干橋）

### 沿線
- 児湯郡新富町
  - 紀伊神社
  - 日置神社
- 児湯郡高鍋町
  - 圓福寺